# Mathieu Patouillet
Mathieu Frank Patouillet (Lyon, 20 februari 2004) is een Frans voetballer die in het seizoen 2023/24 door Olympique Lyon wordt uitgeleend aan FC Sochaux.

## Clubcarrière
Patouillet genoot zijn jeugdopleiding bij AS Chessy-les-Mines, Sud Azergues Foot, Domtac FC en Olympique Lyon. Op 7 mei 2022 won hij met de U19 van Lyon de Coupe Gambardella, waardoor Lyon het prestigieuze jeugdtoernooi voor het eerst sinds 1997 nog eens in de wacht sleepte. In dat toernooi stopte Patouillet een paar belangrijke strafschoppen: in de zestiende finale hielp hij Lyon aan winst in de strafschoppenreeks tegen AS Monaco door de strafschop van Mamadou Coulibaly te stoppen, en in de halve finale tegen Troyes AC stopte hij bij een 3-1-voorsprong een strafschop.
Op 29 april 2022, acht dagen voor de finale van de Coupe Gambardella 2022, maakte Patouillet zijn officiële debuut voor Olympique Lyon B, het reservenelftal van de club dat toen uitkwam in de Championnat National 2. In het seizoen 2022/23 stond Patouillet zestien keer onder de lat bij het reservenelftal van Lyon, dat dat seizoen naar de Championnat National 3 degradeerde. Op 10 mei 2023, een kleine maand voor het einde van de competitie in de Championnat National 2, maakte Lyon bekend dat Patouillet een profcontract had ondertekend dat hem tot medio 2026 aan de club verbond.
Op 1 september 2023 werd aangekondigd dat Patouillet in het seizoen 2023/24 op huurbasis zou uitkomen voor FC Sochaux, dat in het seizoen daarvoor negende was geëindigd in de Ligue 2 maar door financiële problemen naar de Championnat National was verwezen. De club bedong geen aankoopoptie in het huurcontract. In het begin van het seizoen was Patouillet de doublure van Baptiste Valette, die in het tussenseizoen was overgekomen van SO Cholet, maar uiteindelijk groeide Patouillet uit tot eerste doelman bij Les Lionceaux.

## Interlandcarrière
Patouillet debuteerde in 2022 als Frans jeugdinternational. Met Frankrijk –18 won hij in juli 2022 een gouden medaille op de Middellandse Zeespelen in Algerije. Patouillet stond op dat toernooi onder de lat in de tweede groepswedstrijd tegen Spanje (1-1-gelijkspel) en in de halvefinalewedstrijd tegen Turkije (2-0-winst).